# Comuna Dibrova, Vasîlkiv
Dibrova (în ucraineană Діброва) este o comună în raionul Vasîlkiv, regiunea Kiev, Ucraina, formată din satele Bahrîn și Dibrova (reședința).

## Demografie
Componența lingvistică a comunei Dibrova
     Ucraineană (96,88%)
     Rusă (2,93%)
     Alte limbi (0,09%)
Conform recensământului din 2001, majoritatea populației comunei Dibrova era vorbitoare de ucraineană (96,88%), existând în minoritate și vorbitori de rusă (2,93%).